# Carmine Appice
Carmine Appice (pronuncia italiana /ˈkarmine ˈappiʧe/; in inglese [æˈpʰiːs]) (Staten Island, 15 dicembre 1946) è un batterista statunitense di origini italiane.

## Biografia
La sua formazione musicale è influenzata da giganti del jazz come Buddy Rich, Gene Krupa e Stanley Clarke col quale ha anche collaborato.
Considerato da Rick Van Horn, della rivista americana Modern Drummer, "colui che formò gli standard della batteria hard rock e Heavy, ancor prima di John Bonham e Ian Paice".
La sua carriera inizia con il gruppo dei Vanilla Fudge nel 1967, con cui suonò in importanti esibizioni come "The Ed Sullivan Show" e "American Bandstand". Quando il gruppo si scioglie nel 1970, assieme al bassista Tim Bogert, forma i Cactus, da alcuni critici soprannominati "I Led Zeppelin Americani". Lasciati i Cactus nel 1972 si uniscono a Jeff Beck e creano Beck, Bogert & Appice che produce un solo disco in studio. Nel 1975 fa parte dei KGB, un supergruppo in cui sono presenti anche Mike Bloomfield e Rick Grech.
Tra gli altri artisti con cui ha collaborato sono da citare i Pink Floyd (A Momentary Lapse of Reason, 1987), Stanley Clarke, Ozzy Osbourne, Ted Nugent, King Kobra, John Entwistle e Rod Stewart. Carmine ha un fratello più giovane, Vinny Appice, anch'egli un batterista molto apprezzato che vanta collaborazioni con artisti come i Dio e i Black Sabbath.
Nel 2005, Appice è diventato sostenitore di "Little Kids Rock", associazione no profit che fornisce strumenti musicali e lezioni gratuite ai ragazzini delle scuole pubbliche statunitensi. Altri sostenitori di questa organizzazione sono Joe Satriani, Jason Newsted, Brad Delson, Bob Weir, Steve Vai, Jesse McCartney ed altri. Dal 2003, è legato sentimentalmente con Leslie Gold, soprannominata "The Radio Chick", che lavora in una stazione radio di New York.

## Lo stile
Appice è un batterista dotato di un livello tecnico elevato. Oltre alla tecnica, è molto apprezzato per la sua originalità e per la sua sperimentazione di nuovi ritmi batteristici, estrapolando tutto quel che può dai generi più disparati: rock, jazz, fusion, heavy metal. I suoi assoli sono originali e ricercati e la sua tecnica è focalizzata più sulla pulizia sonora che sulla velocità d'esecuzione.
Grazie alla sua versatilità musicale, è un musicista che sa suonare anche in maniera semplice ed essenziale, delle testimonianze sono Da Ya Think I'm Sexy? e Young Turks, due brani registrati da Appice con Rod Stewart, dove esegue ritmi apparentemente banali ma che nascondono un grande portamento del tempo. Molti musicisti lo definiscono anche un valido insegnante e i suoi metodi sono considerati tra i migliori del rock. Realistic Rock, un suo video didattico, è stato oggetto di studio di batteristi famosi, come Gregg Bissonette e Dave Weckl. Carmine è anche considerato uno dei primi "showmen del rock" creando spettacoli vivi ed entusiasmanti. Un suo marchio di fabbrica è il far roteare le bacchette con le dita (anche se molti ne attribuiscono l'invenzione a Keith Moon degli Who).

## Discografia parziale

### Da solista
- 1981 - Rockers
- 2002 - V-8

### Con i Vanilla Fudge

#### Album in studio
- 1967 - Vanilla Fudge
- 1968 - Beat Goes On
- 1968 - Renaissance
- 1969 - Near The Beginning
- 1970 - Rock & Roll
- 1984 - Mystery
- 1989 - Blue Murder

#### Raccolte
- 1991 - Live: The Best Of Vanilla Fudge
- 1993 - Psychedelic Sundae: The Best of Vanilla Fudge

### Con i Cactus

#### Album in studio
- 1970 - Cactus
- 1971 - One Way or Another
- 1971 - Restrictions
- 1972 - 'Ot and Sweaty

#### Raccolte
- 1996 - Cactology: The Cactus Collection
- 2004 - Barely Contained: The Studios Sessions
- 2004 - Fully Unleashed: The Live Gigs

### Con Rod Stewart
- 1977 - Foot Loose and Fancy Free
- 1978 - Blondes Have More Fun
- 1980 - Foolish Behaviour
- 1981 - Tonight I'm Yours

### Con i King Kobra

#### Album in studio
- 1985 - Ready to Strike
- 1986 - Thrill of a Lifetime
- 1998 - King Kobra III
- 2001 - Hollywood Trash

#### Raccolte
- 1999 - The Lost Years
- 2005 - Number One

### Altri album
- 1976 - Tommy Bolin - Private Eyes
- 1978 - Kiss - Paul Stanley
- 1980 - Eddie Money - Playing For Keeps
- 1982 - Ted Nugent - Nugent
- 1985 - Vari artisti - Hear 'n Aid
- 1986 - Ted Nugent - Little Miss Dangerous
- 1987 - Pink Floyd - A Momentary Lapse of Reason
- 1989 - Blue Murder - Blue Murder
- 1992 - Jeff Watson - Lone Ranger
- 1993 - Brad Gillis - Gilrock Ranch
- 1993 - Paul Shortino/JK Northrup - Back on Track
- 1993 - Blue Murder - Nothin' But Trouble
- 1993 - Atsushi Yokozeki Project - Raid
- 1996 - Cage - F-Y-CO
- 1996 - Tommy Bolin - The Bottom Shelf
- 1997 - Mothers Army - Planet Earth
- 1998 - Stuart Smith - Heaven and Earth
- 2001 - John Sykes - Nuclear Cowboy
- 2002 - JK Northrup - Best Of - Play It On 11
- 2003 - Eddie Money - The Essential Eddie Money
- 2005 - Kelly Keeling - Giving Sight to the Eye
- 2020 - Chris Catena's Rock City Tribe - The Seventh Son

### Tribute album
- 1997 - Dragon Attack: A Tribute to Queen
- 1999 - Humanary Stew: A Tribute to Alice Cooper
- 2001 - Welcome to the Aerosmithsonian: A Tribute to Aerosmith
- 2002 - One Way Street: A Tribute to Aerosmith
- 2006 - Welcome to the Nightmare: An All Star Salute to Alice Cooper